# تابيس، ريو غراندي دو سول
تابيس (Tapes (Rio Grande do Sul)) ؛ هي بلدية في ولاية ريو غراندي دو سول في البرازيل ، بالقرب من بورتو أليغري. ، وهي البلدية السابعة والعشرون الأقدم في الولاية.
تأسست في القرن التاسع عشر، كان موقعها المتميز على خريطة غاوتشو، على ضفاف بحيرة لاجوا دوس باتوس، بالإضافة إلى الظروف الطبيعية لواجهة البحيرة، عاملاً حاسماً في تنمية القرية. قام السكان الأصليون والأفارقة والبرتغاليون من جزر الأزور ببناء أسس المدينة. وفي وقت لاحق، أصبحت منفذًا مهمًا للإنتاج الاقتصادي في منطقة وسط وجنوب ريو غراندي دو سول. كثيرا ما يتم الاستشهاد بالثروة الطبيعية للبلدية في المناقشات حول اتجاه مستقبلها، مع الدفاع المتكرر عن السياحة البيئية، والتي، وفقا لبعض الآراء، يمكن أن تستفيد في نفس الوقت من ثراء المنطقة التاريخي والثقافي. ومن الجدير بالذكر أن المناطق الريفية في البلدية هي موطن لمحميات غابات بوتيا، حيث يعيش ما لا يقل عن 50 نوعًا حيًا في منطقة البمبة المهددة بالانقراض. 
يعتمد اقتصاد البلدية حاليًا بشكل أساسي على زراعة الأرز وتربية الماشية والتجارة والسياحة الصيفية. ومن بين الأحداث التي تجذب الزوار إلى المدينة، تلك المتعلقة بالفولكلور والموسيقى الشعبية والحرف اليدوية والرقص وسباق السيارات وصيد الأسماك. وفي مجال التقاليد والتراث في ريو غراندي دو سول، تقيم البلدية معسكر غاوتشا الفني سنويًا، والذي يهدف إلى تعزيز الكشف عن المواهب في "موسيقى الغاوتشا الأصلية". 
تعتبر تابيس هي منطقة مناسبة للملاحة الشراعية، وركوب الأمواج، والتزلج الشراعي.